# 中蛙亚目
中蛙亞目（Mesobatrachia）是無尾目下的第二大亞目。截至2016年末，本亞目包括有三個總科（Pelobatoidea、Pelodytoidea及Pipoidea）、六個科、16個屬、244個物種。數量上不及新蛙亞目的5047種這麼多。命名上暗示着這個亞目的動物比起有archeo-前綴的始蛙亞目要“新”，比起有neo-前綴的新蛙亞目要“老”。 
中蛙亞目相對较新的分类群，1993年才被分类鉴定出来。